# カスタニャーロ
カスタニャーロ（伊: Castagnaro）は、イタリア共和国ヴェネト州ヴェローナ県にある、人口約3,600人の基礎自治体（コムーネ）。

## 地理

### 位置・広がり

#### 隣接コムーネ
隣接するコムーネは以下の通り。括弧内のROはロヴィーゴ県 所属を示す。
- バディーア・ポレージネ (RO)
- ジャッチャーノ・コン・バルケッラ (RO)
- テッラッツォ
- ヴィッラ・バルトロメーア

### 気候分類・地震分類
気候分類では、zona E, 2360 GGに分類される。
また、イタリアの地震リスク階級 (it) では、zona 3 (sismicità bassa) に分類される。

## 姉妹都市
- Fischbachau、ドイツ